# Jewhen Busłowycz
Jewhen Busłowycz (ukr. Євген Леонідович Буслович; ur. 26 stycznia 1972) – ukraiński zapaśnik w stylu wolnym. Srebrny medalista olimpijski w Sydney 2000 w kategorii 58 kg. Szósty w mistrzostwach świata w 1998. Zdobył dwa brązowe medale na Mistrzostwach Europy w 1998 i 2000. Drugi w igrzyskach wojskowych w 1999 roku.